# 艾蒂安·德·維拉雷
艾蒂安·戈德弗鲁瓦·蒂莫萊翁·維拉雷（法語：Étienne Godefroy Timoléon de Villaret；1854年2月17日—1931年1月18日），是一位法國陸軍將領，在第一次世界大戰中期西線戰場擔任要職，負責指揮第七軍團。